# Irena Jarocka
Irena Wanda Jarocka (née le 18 août 1946 et morte le 21 janvier 2012) est une chanteuse polonaise.

## Biographie
Après ses études secondaires à Gdańsk, elle y étudie le chant, à l'Académie de Musique. Elle obtient, dans cette même ville, un diplôme d'enseignement, avec spécialisation en biologie.
Irena Jarocka commence sa carrière de chanteuse en 1966 au festival de la chanson polonaise d'Opole (4e édition). Puis elle participe en 1968, pour la première fois, au festival de Sopot, où elle est lauréate en interprétant Gondolierzy znad Wisły (Les gondoliers de la Vistule).
De 1969 à 1973 ans, elle bénéficie d'une bourse pour perfectionner son art à Paris, dont au Petit conservatoire de la chanson de l'Olympia.
Elle obtient maints prix prestigieux à des festivals de la chanson internationaux et remporte de nombreux plébiscites de la presse et de la radio en tant que « chanteuse la plus populaire de l’année ».
Puis elle se produit aussi hors de Pologne : en RFA, RDA, Tchécoslovaquie, Bulgarie, Suisse, Italie, Portugal, Australie, France, au Luxembourg et jusqu'auprès de la diaspora polonaise aux États-Unis et au Canada. Elle en arrive à chanter auprès de plusieurs stars de l'époque, que sont : Michel Delpech Michel Sardou, Enrico Macias, Mireille Mathieu, Charles Aznavour, Michel Legrand, le groupe ABBA. Elle enregistre des disques pour les plus grandes maisons d’édition telles que Philips Records, Supraphon, Warner Bros. Records, Cristal-EMI, Melodiya et Polskie Nagrania.
Elle chante en 8 langues, dont le français, dans divers styles : du pop, en passant par la ballade, le rock, la musique country, la chanson française ou de Broadway, jusqu’au jazz.
En 2003, elle est la vedette au festival polonais de Syracuse.
En 2007, elle lance son autobiographie, intitulée « Motylem jestem, czyli piosenka o mnie samej » (Je suis un papillon ou une chanson sur moi-même), écrite sous forme d’un long entretien accordé à  Magdalena Walusiak, et publié chez Proszynski et Cie, avec plein de photos.
Les années qui suivent sont pour elle riches en événements. Universal Polska Musik sort son nouveau disque Petites Choses, en 2008. On y trouve des ballades romantiques et des tubes faciles à fredonner, avec de beaux textes et des arrangements modernes, œuvres d'auteurs-compositeurs de la jeune génération. Des mains du créateur italien Vinicio Pajaro, Irena reçoit Le Laurier d'élégance, décerné pour la Polonaise la plus élégante. Aux États-Unis, Media Agency, éditeur d'un magazine polonais, décerne à Irena le prix Personnalité de l'année 2008 pour sa promotion de la Pologne aux États-Unis et dans le monde. Les auditeurs de la Radio polonaise nomment Irena Muzykomaniak 2008. Les lecteurs du mensuel Pani élisent Irena et son mari Michel « le couple de l'année » et leur accordent le prix Pomme d'Argent.
En 2010, elle enregistre deux compilations de ses plus grands succès avec de nouveaux arrangements. Son disque Voici revenu le temps des fêtes, sorti avant Noël, a connu un grand succès. L'évènement le plus spectaculaire de 2010 a été l'enregistrement du duo avec Michael Bolton.
En 1990, elle avait émigré aux États-Unis, mais était revenue habiter en Pologne en 2007. Le 21 janvier 2012, elle meurt à l'hôpital de Varsovie, des suites d'un cancer au cerveau. Elle est enterrée au cimetière de Powązki.

## Discographie

### Albums
- 1974 - W cieniu dobrego drzewa (À l'ombre d'un bon arbre) — réédité en 2001
- 1976 - Gondolierzy znad Wisły (Les gondoliers de la Vistule) — réédité en 2001
- 1977 - Wigilijne życzenie (Vœux de Noël) — réédité en 2001
- 1977 - Koncert (Concert)
- 1978 - Być narzeczoną twą (Épousons-nous) — réédité en 2001
- 1981 - Irena Jarocka
- 1987 - Irena Jarocka
- 1992 - My french favourites (Mes chansons françaises préférées)[3] :

1. L'été 42 (Michel Legrand), 2. Les Moulins de mon cœur (Michel Legrand), 3. Mon homme (créée par Mistinguett en 1920), 4. Dis-moi, 5. Ne me quitte pas (Jacques Brel), 6. Les Parapluies de Cherbourg (Michel Legrand), 7. Les Feuilles mortes, 8. La Maison sous les arbres (Gilbert Bécaud), 9. La Valse des lilas (Michel Legrand), 10. Plaisir d’amour.
- 2001 - Mój wielki sen (Mon grand rêve)
- 2004 - Kolędy bez granic (Chants sans frontières)
- 2008 - Małe rzeczy (Les petites choses)
- 2010 - Ponieważ znów są Święta (Voici revenu le temps des fêtes)

### Simples
- 1969 – Il faut y croire / Tu me reviendras
- 1970 – Tant que la barque va / Et ce sera moi
- 1974 – Śpiewam pod gołym niebem / Wymyśliłam Cię / Nie wrócą te lata/W cieniu dobrego drzewa
- 1975 – Junge Liebe / Warum weint der Wind
- 1975 – Kocha się raz / Zawsze pójdę z tobą
- 1976 – Sag ihm, das ich ihn liebe / Auf dem Bahnsteig Nr 8
- 1976 – Odpływają kawiarenki / Przeczucie
- 1976 – Sto lat czekam na twój list / By coś zostało z tych dni
- 1977 – Morgenrot / Unser Zelt aus Stroh
- 1978 – Garść piasku / Chyba się warto o mnie bić
- 1978 – Niech tańczą nasze serca / Mój słodki Charlie
- 1978 – Nie wiadomo, który dzień / Wszystko dam
- 1978 – Być narzeczoną twą / Przeoczone, zawinione
- 1978 – Nadzieja / Był ktoś
- 1979 – Piosenka spod welonu / Mon Harley Davidson / Plaisir d'amour / Aranjuez mon amour
- 1980 – To za mało / Nie odchodź jeszcze
- 1981 – Tańczy niedziela / Gimmie some lovin
- 1981 – Mam temat na życie / Bliski sercu dzień
- 2001 – Magia księżyca / Dance remix Motylem jestem, Kawiarenki, Nie wrócą te lata
- 2002 – Na krakowską nutę

### Compilations (albums)
- 1995 – 'MWielkie przeboje (Les grands succès)
- 1995 – Kolekcja vol.1 (Collection vol. 1)
- 1995 – Kolekcja vol.2 (Collection vol. 2)
- 1998 – Odpływają kawiarenki – Złota kolekcja (Départ du café - Collection or)
- 2002 – Złote przeboje – Platynowa kolekcja (Hits d'or - Collection argent)
- 2003 – Motylem jestem (Guerre)
- 2006 – Moje złote przeboje – Platynowa kolekcja (Mes hits d'or - Collection platine)
- 2006 – Piosenki o miłości – Platynowa kolekcja (Chansons d'amour- Collection platine)

## Prix et distinctions
- 1968 - Première place au festival de Sopot (pour la chanson Gondolierzy znad Wisły - Les gondoliers de la Vistule)
- 1971 - Prix Hermine d'Argent au festival de Rennes (pour ses interprétations musicales)
- 1973 - Prix Anneau d'argent à Kolobrzeg (pour la chanson Ballada o żołnierzu, któremu udało się powrócić - Ballade du soldat, qui a réussi à retourner)
- 1975 - Deuxième Prix à la Coupe d'Europe musicale, à Villach (Autriche)
- 1976 - Mention spéciale au festival de Tokyo (Japon) (pour la chanson Odpływają kawiarenki - Cafés voilé)
- 1976 - Silver Award 1975 décerné par les rédacteurs du ""Kuriera Polskiego (Courrier polonais)
- 1978 - Mention spéciale du Festival de Palma de Majorque (pour la chanson Wymyśliłam cię - Je vous ai inventé)
- 1978 - Deuxième prix au festival de Dresde (pour la chanson Mój słodki Charlie - Mon cher Charlie)
- 1978 - Mention spéciale au festival de Limassol (Chypre)